# Феодотій I Антіохійський
Феодот, патріарх Антіохії (???-429 р.), у 420 р.  змінив Олександра,  під час якого було зцілено давній розкол в Антіохії, і слідував його прикладу, замінюючи почесне ім'я Златоуста на диптихах Церква. Феодорит, свого часу один із його пресвітерів, описує його як «перлину стриманості», «прикрашену чудовим життям і знанням божественних догматів».  Йоанн Мошус розповідає анекдоти, які ілюструють його лагідність, коли духовенство грубо поводилося з ним, і його доброту під час подорожі, наполягаючи на тому, щоб один зі своїх пресвітерів обміняв свого коня на патріарха підстилка.  Своєю лагідністю він повернув аполлінаріїв до церкви, не наполягаючи на їх формальному відмові від своїх помилок.  Щодо реального характеру вчення Пелагія, яке стало відомим на Сході, і, як наслідок, відкликання свідчення, даного раніше Єрусалимським і Кесарійським синодами, про його православ’я, Феодот головував на заключному синоді, що відбувся в Антіохії.(згадується лише Меркатором і Фотієм, у тексті якого Феофіл Олександрійський через очевидну помилку зайняв місце Феодота), на якому Пелагій був засуджений і вигнаний з Єрусалиму та інших святих місць, і він приєднався до Пралія Єрусалимського в синодальних листах до Риму, вказуючи, що було зроблено. Найвірогіднішою датою цього синоду є дата Гефеле : 424 р.  Коли в 424 році Олександр, засновник ордена Акометів, відвідав Антіохію, Феодот відмовився прийняти його як підозрюваного в єретичних поглядах. Його почуття не поділяли антіохійці, які, прагнучи новизни, покидали власні церкви й юрмилися слухати палке красномовство Олександра.  Феодот брав участь у висвяченні Сісіннія на Константинопольського патріарха в лютому 426 року і об'єднався в синодальному листі, адресованому єпископам, які тоді зібралися до єпископів Памфілії, проти масаліанської єресі .  Помер у 429 році   .